# 柚木站 (靜岡市)

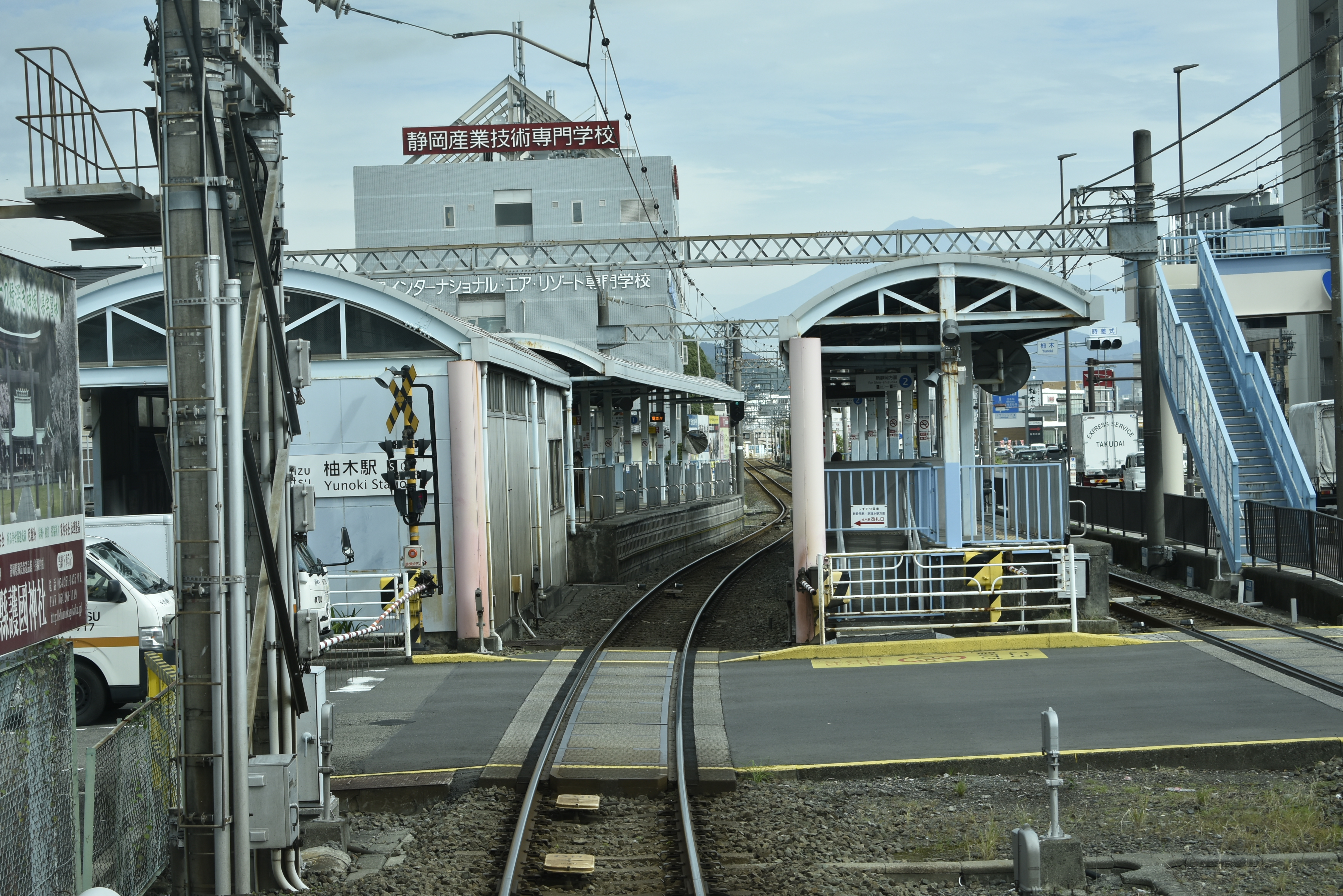
從下行線望向此站（2020年10月）

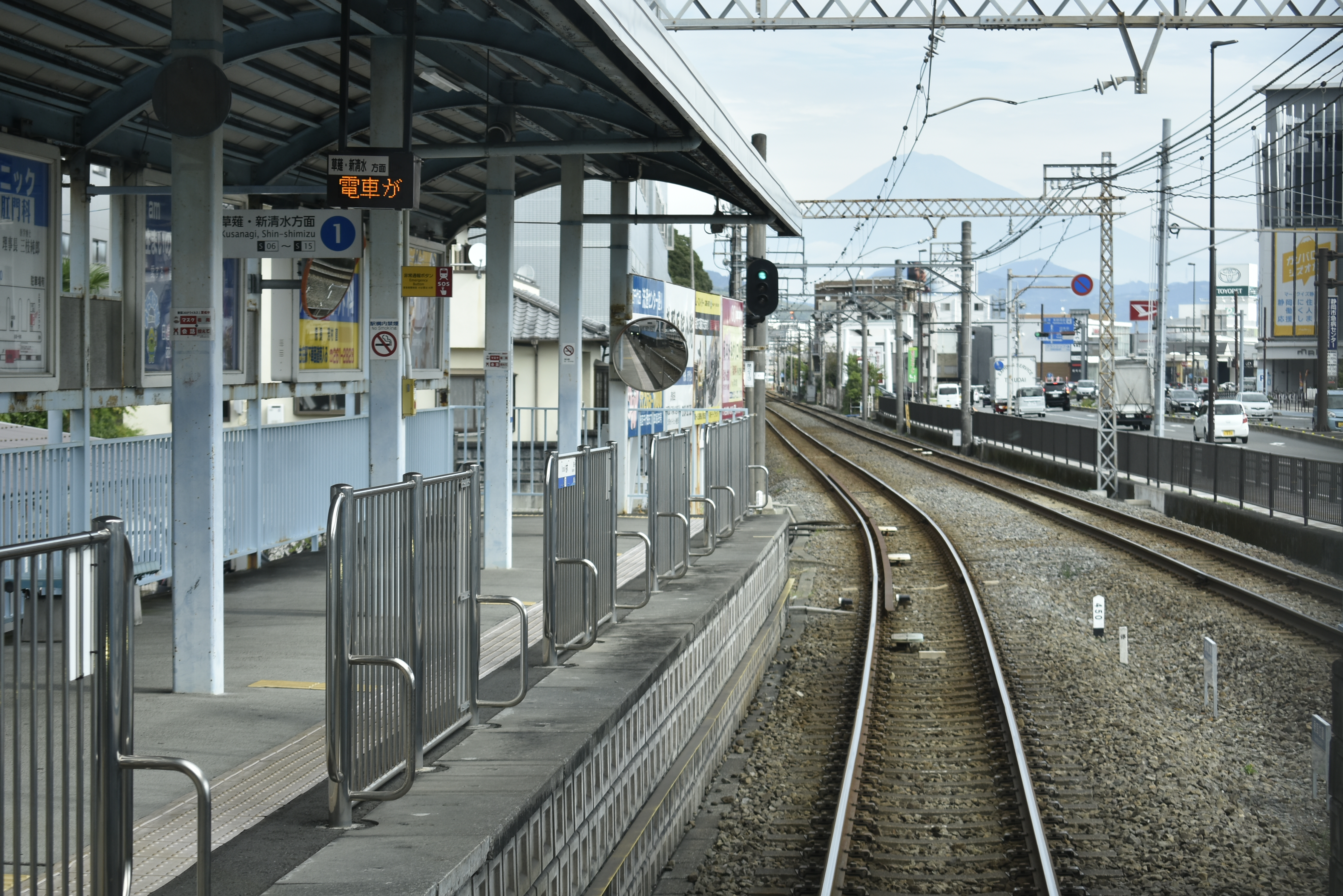
下行列車進站中（2020年10月）

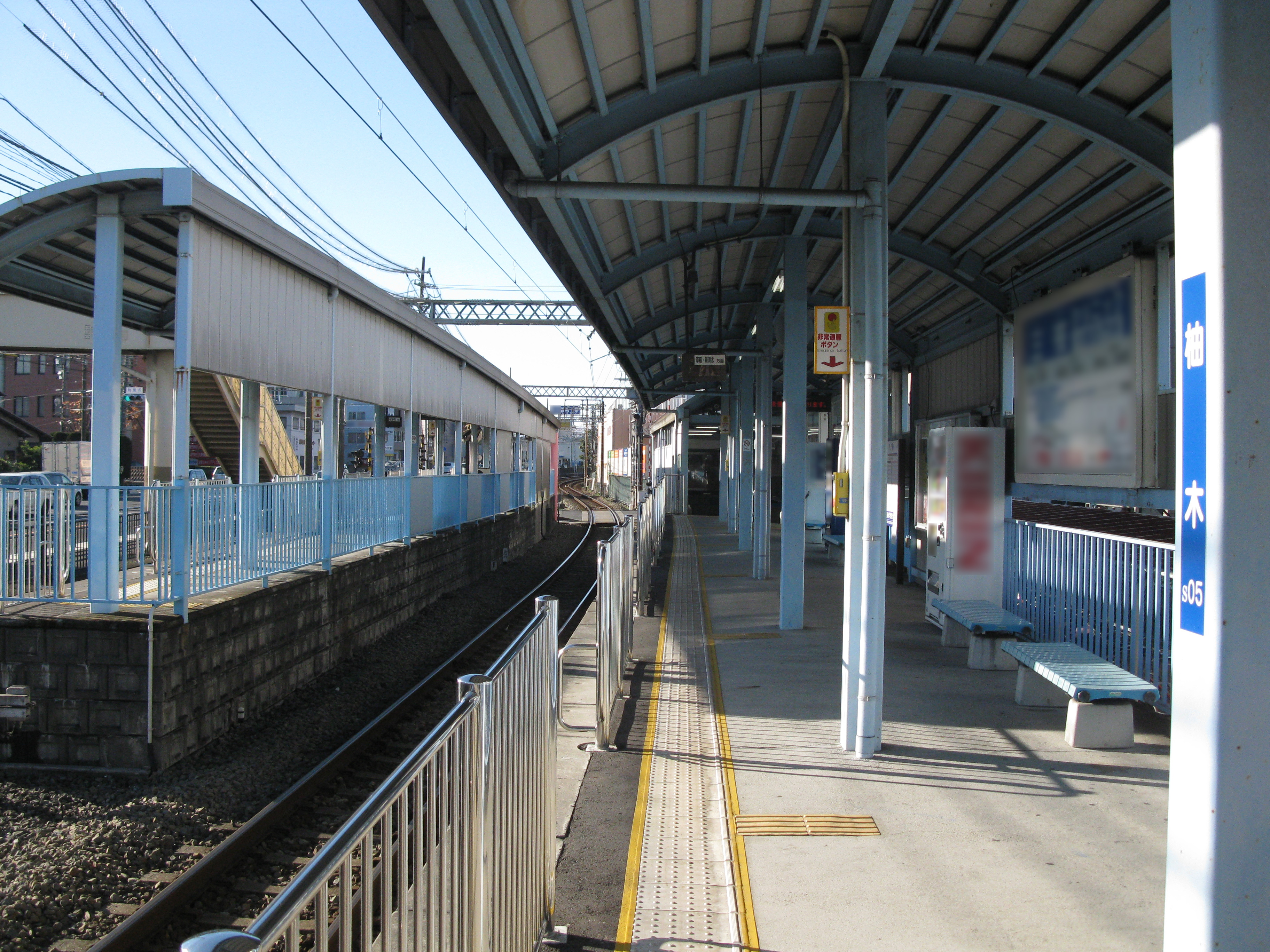
月台（2010年12月）

柚木站（日语：／ Yunoki eki */?）是位於靜岡縣靜岡市葵區宮前町，靜岡鐵道的靜岡清水線車站。車站編號為S05。

## 歷史
- 1908年 - 曲金站啟用。
- 1930年3月31日 - 車站遷移。
- 1942年 - 車站改名為護國神社前站。
- 日期不詳 - 車站改名為柚木站
  - 現時副站名為「護國神社前」，會以「柚木（護國神社前）」顯示車站名稱。
- 1992年（平成4年）9月1日 - 設置自動閘機（日语：自動改札機）[1]。
- 2008年2月27日 - 設置安全柵欄（防墜欄）。

## 車站設備
車站是一座地面車站，設有2面2線的單式月台。兩月台位於路軌的北邊。上下行月台之間設有行人隧道連接。曾經此站設有島式月台，隨著月台老化，月台配置改為2面2線的單式月台，上下行線月台進行分離。在進行月台工程時，於車站靠近新靜岡站一方平交道附近設置了臨時月台。
此站設有自動閘機（3部）、自動售票機（2部）。在部分時段設有職員當值。
上下行月台均設有斜道，提供了無障礙環境。若乘客需要使用斜道前往新靜岡方向月台，需要聯絡車站職員，以便開啟斜道閘口。基於上述措施，當職員不存在時會帶來不便。

### 月台
| 月台 | 路線        | 上下行 | 方向             |
| ---- | ----------- | ------ | ---------------- |
| 1    | ●靜岡清水線 | 下行   | 草薙、新清水方向 |
| 2    | ●靜岡清水線 | 上行   | 新靜岡方向       |

## 使用狀況
此站鄰近東海大學短期大學部與專門學校，因此較多學生使用。
根據「靜岡市統計書」，2018年度一日平均乘車人次為1,642人，下車人次為1,581人。以上落人次比較，於靜岡清水線15座車站中排名8。以下為近年上落人次列表：
| 年度               | 1日平均上落人次 | 1日平均上落人次 | 1日平均上落人次 |
| 年度               | 上車人次        | 落車人次        | 合計            |
| ------------------ | --------------- | --------------- | --------------- |
| 2002年（平成14年） | 1,779           | 1,925           | 3,704           |
| 2003年（平成15年） | 1,464           | 1,665           | 3,129           |
| 2004年（平成16年） | 1,451           | 1,672           | 3,123           |
| 2005年（平成17年） | 1,631           | 1,567           | 3,198           |
| 2006年（平成18年） | 1,397           | 1,660           | 3,057           |
| 2007年（平成19年） | 1,360           | 1,623           | 2,983           |
| 2008年（平成20年） | 1,445           | 1,402           | 2,847           |
| 2009年（平成21年） | 1,337           | 1,305           | 2,642           |
| 2010年（平成22年） | 1,215           | 1,253           | 2,468           |
| 2011年（平成23年） | 1,170           | 1,279           | 2,449           |
| 2012年（平成24年） | 1,266           | 1,372           | 2,638           |
| 2013年（平成25年） | 1,552           | 1,443           | 2,995           |
| 2014年（平成26年） | 1,497           | 1,440           | 2,937           |
| 2015年（平成27年） | 1,557           | 1,486           | 3,043           |
| 2016年（平成28年） | 1,589           | 1,520           | 3,109           |
| 2017年（平成29年） | 1,622           | 1,573           | 3,195           |
| 2018年（平成30年） | 1,642           | 1,581           | 3,223           |

## 車站周邊
- 靜岡縣護國神社（日语：靜岡縣護國神社）
- 東海大學短期大學部靜岡校園
- 靜岡產業技術專門學校（日语：静岡産業技術専門学校）
- 靜岡工科汽車大學（日语：静岡工科自動車大学校）
- 靜岡縣汽車學校（日语：静岡県自動車学校）
- 大原簿記專門學校（日语：学校法人大原学園）靜岡校
- JR東海靜岡車輛區（日语：静岡車両区）（舊：靜岡運輸所）
- 靜岡市立西豐田小學（日语：静岡市立西豊田小学校）
- 靜岡縣立靜岡視覺特別支援學校（日语：静岡県立静岡視覚特別支援学校）
- 靜岡濟生會綜合醫院（日语：静岡済生会総合病院）
- 靜岡市急病中心
- 天神屋（日语：天神屋）本店、曲金店、靜岡酒店時之栖、駿府天然溫泉天神之湯
- 柚木之鄉溫泉
- MARK IS 靜岡（日语：MARK IS 静岡）

## 其他
在早上和黃昏通勤時段前後，設有從柚木出發前往新靜岡，從新靜岡出發前往柚木的區間列車班次。車廠分支點位於長沼站前，因此上述區間列車落客後會前往車廠，以及從車廠前往此站上客。

## 相鄰車站
靜岡鐵道
 S  靜岡清水線
■通勤急行、■急行
通過
■普通
春日町（S04）－柚木（S05）－長沼（S06）

## 注腳
1. ↑  . 交通新聞 (交通新聞社). 1992-09-04: 1 （日语）.
2. 1 2  月台方向表示採用靜鐵官方網站中此站的「時間表」為準
3. ↑  静岡市統計書 （页面存档备份，存于）（日語） - 靜岡市
4. ↑  . train.shizutetsu.co.jp.   [2019-06-14]. （原始内容存档于2017-03-30） （日语）.

## 外部連結
- 時間表、沿線資訊 - 柚木站 （页面存档备份，存于）（日語） - 靜鐵集團